# Siphanta tropica
Siphanta tropica är en insektsart som beskrevs av Fletcher 1985. Siphanta tropica ingår i släktet Siphanta och familjen Flatidae. Inga underarter finns listade i Catalogue of Life.